# Departamento de Publicidad del Partido Comunista de China
El Departamento de Publicidad del Comité Central del Partido Comunista de China, o CCPPD, es una división interna del Partido Comunista de China a cargo del trabajo relacionado con la ideología, así como su sistema de difusión de información. El departamento es una de las muchas entidades que hace cumplir la censura y el control de los medios en la República Popular de China.
Fue fundado en mayo de 1924, y fue suspendido durante la Revolución Cultural, hasta que fue restaurado en octubre de 1977. Es un órgano importante en el sistema de propaganda de China, y sus operaciones internas son muy secretas.

## Nombre
El CCPPD tiene varios nombres chinos con diferentes traducciones al inglés, es oficialmente Zhōngguó Gòngchăndǎng Zhōngyāng Wěiyuánhuì Xuānchuánbù "Departamento de Propaganda del Comité Central" del Partido Comunista Chino "o Zhōnggòng Zhōngyāng Xuānchuánbù" Departamento de Propaganda Central del Partido Comunista Chino" o Departamento Central de Propaganda Central "Departamento Central de Propaganda Central del Partido Comunista de China", abreviado coloquialmente como Zhōnggòng Xuānchuánbù "Departamento de Propaganda del Partido Comunista Chino" o " Departamento de Propaganda del Partido Comunista de China", o simplemente Zhōng xuānbù中宣部.
El término xuanchuan (宣传 "propaganda; publicidad") puede tener una connotación neutral en contextos oficiales del gobierno o una connotación peyorativa en contextos informales. Algunas colocaciones de xuanchuan generalmente se refieren a "propaganda" (por ejemplo, xuānchuánzhàn宣传 战 "guerra de propaganda"), otras a "publicidad" (xuānchuán méijiè宣传 媒介 "medios de comunicación; medios de publicidad"), y aún otras son ambiguas (xuānchuányuán宣传员" propagandista; publicista").
El Zhōnggòng Zhōngyāng Xuānchuán Bù cambió su nombre oficial en inglés de "Departamento de Propaganda del Partido Comunista de China" a "Departamento de Publicidad del Partido Comunista de China". A medida que la participación de China en los asuntos mundiales creció en la década de 1990, el PCCh se volvió sensible a las connotaciones negativas de la propaganda de traducción al inglés para xuanchuan. Las traducciones oficiales de reemplazo incluyen publicidad, información y comunicación política Cuando Ding Guan'gen viajó al extranjero en visitas oficiales, era conocido como el ministro de Información.

## Función
El Departamento de Publicidad tiene un papel de "liderazgo directo (lingdao - 领导 )" en el sistema de control de medios, trabajando con otras organizaciones como la Administración Estatal de Radio, Cine y Televisión y la Administración General de Prensa y Publicaciones. Su alcance es controlar las licencias de los medios de comunicación, y dar instrucciones a los medios sobre qué es y qué no se debe decir, especialmente sobre ciertos temas "delicados", como Taiwán, Tíbet, etc., que pueden afectar la seguridad del estado, o la regla del partido comunista. Sus oficinas centrales están ubicadas en un edificio sin marcar cerca de Zhongnanhai en 5 West Chang'an Avenue, aunque el departamento tiene oficinas en todo el país a nivel provincial, municipal y de condado.
Los editores en jefe de los principales medios de comunicación de China deben asistir semanalmente a la oficina central del departamento para recibir instrucciones sobre qué historias deben enfatizarse, minimizarse o no informarse en absoluto. Estas instrucciones normalmente no son conocidas por el público, pero se comunican a los trabajadores de los medios en la reunión semanal o mediante boletines secretos. Sin embargo, desde el surgimiento de las herramientas de redes sociales, las instrucciones del Departamento de Publicidad se han filtrado a Internet. Los ejemplos incluyen "Todos los sitios web deben usar un color rojo brillante para promover una atmósfera de celebración [del 60 aniversario de la República Popular]" e "informes negativos ... no excedan el 30 por ciento".
Dichas directivas se consideran imperativas y son aplicadas por disciplinas dentro del Partido, ya que todos los medios de comunicación en China deben ser leales al Partido y, en principio, deben servir como órganos de propaganda del Partido. La libertad operativa y de informes ha aumentado significativamente en los medios chinos en la última década. Sin embargo, el desafío abierto contra las directivas del Departamento de Publicidad es raro, ya que las organizaciones de medios disidentes corren el riesgo de recibir un castigo severo, incluida la reestructuración o el cierre. En 2000, se introdujo un sistema de advertencias para periodistas individuales, mediante el cual los delitos repetidos pueden llevar al despido. Los periodistas chinos que divulguen directivas del Departamento de Publicidad a los medios extranjeros pueden ser acusados de "divulgar secretos de estado".
Una forma importante en que el Departamento de Publicidad asegura que el sistema de medios permanezca bien controlado es asegurando que los límites de los informes aceptables se mantengan "deliberadamente confusos" en un esfuerzo por garantizar que los "trabajadores de las noticias se autocensuren en un grado crítico".

### Rol en el monitoreo del personal de los medios
Según un informe de Freedom House, respaldado por el gobierno de los Estados Unidos, el Departamento Central de Publicidad es la institución más importante para monitorear al personal de los medios y controlar el contenido de los medios impresos y visuales.
Se informó que el Departamento Central de Publicidad desempeñaba un papel clave en el monitoreo de editores y periodistas a través de un sistema de registro nacional. En 2003, el CPD, junto con el GAPP y el SARFT, exigió a los periodistas chinos que asistieran a casi 50 horas de capacitación sobre el marxismo, el papel del liderazgo del PCCh en los medios, la ley de derechos de autor, la ley de difamación, la ley de seguridad nacional, las regulaciones que rigen el contenido de las noticias. y ética periodística antes de renovar los pases de identificación de prensa en 2003. El informe establece que se requiere que el personal de los medios participe en "sesiones de entrenamiento ideológico", donde se les evalúa por su "lealtad al partido". Se dice que otros cursos de "adoctrinamiento político" tienen lugar en reuniones y retiros de capacitación para estudiar la ideología política de los partidos y el papel de los medios en el "trabajo de pensamiento" (sīxiǎng gōngzuò思想 工作).
Se ha observado que el sistema de monitoreo del CPD se aplica en gran medida a las noticias sobre política y asuntos de actualidad. El 90 por ciento de los periódicos de China consta de historias ligeras sobre el deporte y el entretenimiento, que rara vez se regulan.

## Estructura
Una directiva de 1977 sobre el restablecimiento del Departamento Central de Publicidad revela la estructura y organización del organismo "extremadamente secreto", según Anne-Marie Brady. La directiva establece que el Departamento se establecerá con un Director y varios diputados, y la estructura organizativa se establecerá con una oficina y cinco oficinas. La oficina está a cargo del trabajo político, de secretaría y administrativo, y las cinco oficinas son: la Oficina de Teoría, la Oficina de Propaganda y Educación, la Oficina de Artes y Cultura, la Oficina de Noticias y la Oficina de Publicaciones. La directiva establece que el personal se fijará en alrededor de 200 empleados, seleccionados entre los equipos de propaganda en todo el país en consulta con el Departamento de Organización Central.
El liderazgo del Departamento de Publicidad se selecciona con la guía del Secretario General Hu Jintao y el miembro del Comité Permanente del Politburó responsable de los medios de comunicación, Li Changchun, mientras que las sucursales locales del Departamento de Publicidad trabajan con niveles más bajos de la jerarquía del partido-estado para transmitir las prioridades de contenido. a los medios de comunicación.
En 2004 se crearon nuevos departamentos y oficinas para hacer frente a las crecientes demandas de control de la información en la era moderna. Uno, la Oficina de Opinión Pública, se encarga de encargar encuestas de opinión pública y otras investigaciones relevantes.

## Jefes del departamento
- Li Da (1921–1922) jefe de propaganda del CPC Central Bureau
- Cai Hesen (1922–1923) jefe de propaganda del 2º Comité Ejecutivo Central del Partido Comunista de China
- Luo Zhanglong (mayo de 1924 – enero de 1925) jefe de propaganda del 3er Comité Ejecutivo Central del Partido Comunista de China
- Peng Shuzhi (febrero de 1925 - marzo de 1927) director de propaganda
- Cai Hesen (abril de 1927 – octubre de 1927) Jefa de propaganda en funciones Quinto Politburó del Partido Comunista de China
- Luo Qiyuan (noviembre de 1927 – junio de 1928)
- Cai Hesen (julio de 1928 – octubre de 1928)
- Li Lisan (noviembre de 1928 – diciembre de 1930), primer jefe del Departamento Central de Propaganda
- Shen Zemin (enero de 1931 – abril de 1931)
- Zhang Wentian (abril de 1931 – diciembre de 1934)
- Wu Liangping (enero de 1935 – julio de 1937)
- Zhang Wentian (julio de 1937 – diciembre de 1942)
- Lu Dingyi (enero de 1943 – diciembre de 1952), jefe de la "Comisión Central de Propaganda" de 1943 a 1945
- Xi Zhongxun (enero de 1953 – julio de 1954)
- Lu Dingyi (julio de 1954 – mayo de 1966)
- Tao Zhu (mayo de 1966 – enero de 1967)
- Wang Li (enero de 1967 – enero de 1968)
- Interregno: El Departamento de Propaganda se disolvió durante la Revolución Cultural y fue reemplazado por unidades bajo el Grupo de Revolución Cultural, la Pandilla de los cuatro y Kang Sheng.
- Kang Sheng (noviembre de 1970 – diciembre de 1975), Jefe de Grupo central de organización central y propaganda
- Yao Wenyuan (enero de 1976 – octubre de 1976)
- Geng Biao (octubre de 1976 – octubre de 1977) jefe del Grupo Central de Propaganda
- Zhang Pinghua (octubre de 1977 – diciembre de 1978)
- Hu Yaobang (25 de diciembre de 1978 – 12 de marzo de 1980)
- Wang Renzhong (12 de marzo de 1980 – abril de 1982)
- Deng Liqun (abril de 1982 – agosto de 1985)
- Zhu Houze (agosto de 1985 – febrero de 1987)
- Wang Renzhi (febrero de 1987 – diciembre de 1992)
- Ding Guangen (diciembre de 1992 – octubre de 2002)
- Liu Yunshan (octubre de 2002 – noviembre de 2012)
- Liu Qibao (noviembre de 2012 – octubre de 2017)
- Huang Kunming (octubre de 2017 – presente)